# Nuestra Casa
Nuestra Casa fue un programa de variedades, entretenimiento y farándula que se emitía de lunes a viernes desde las 8:30 a. m. hasta las 12:30 del mediodía (GMT -5), en el Canal RCN.
Fue el reemplazo de El desayuno, y su formato es muy similar, pues transmiten noticias, recetas de cocina, consejos del hogar entre otros temas relacionados con la familia colombiana. 
El programa tiene dos presentadores principales: Iván Lalinde y Silvia Corzo.
El programa finalizó el 12 de junio de 2020 debido a baja audiencia.